# Groll (Adelsgeschlecht)

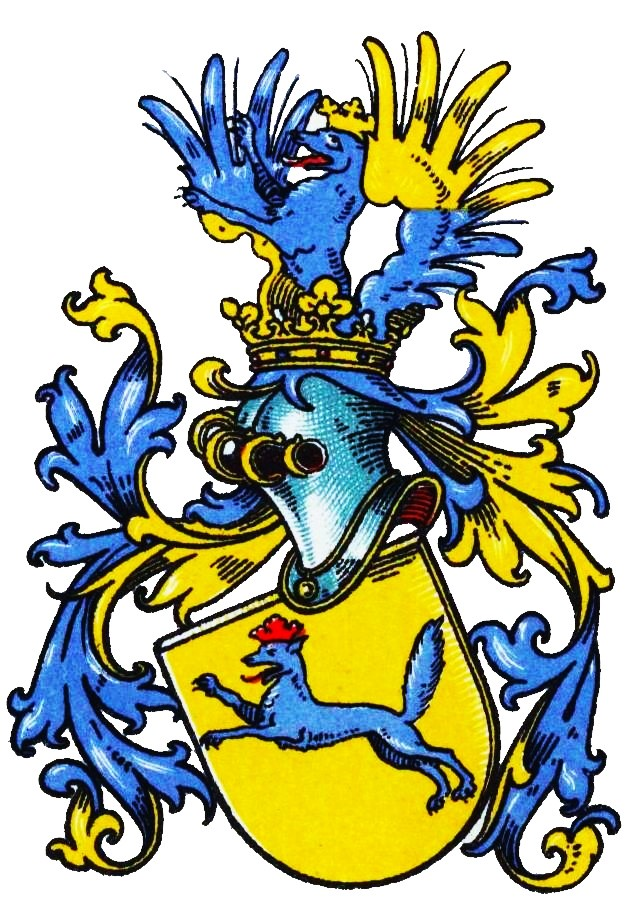
Wappen derer von Groll im Wappenbuch des Westfälischen Adels

Groll (ursprünglich auch de Groenlo, de Gronlo o. ä.) ist der Name eines erloschenen niederländisch-westfälischen Adelsgeschlechts.

## Geschichte
Das Geschlecht hat seinem Namen von Groenlo in den Holland, das im örtlichen Dialekt Grol oder Grolle genannt wird. Die Familie besaß ferner die Grollenburg im Kirchspiel Leer bei Horstmar im westlichen Münsterland. Laut Leopold von Ledebur hatten sie ferner 1269 einen Burgmannsitz in Ahaus, 1268 Flamesheim im Kreis Coesfeld sowie im 16. Jahrhundert Hiddenhausen und noch im 17. Jahrhundert Klostern (Closter) im Kreis Recklinghausen.
1414 erscheinen Evert ton Grolle und Hermann, sein Sohn, 1421 Johann und Diederich von Grolle, Burgmänner zu Horstmar. 1536 werden ein mit einer Freisendorf verheirateter Groll zusammen mit ihrer Tochter Aleke erwähnt, welche Johann von Dudinck zu Altenhagen († 1546) ehelichte. Gert von Groll zu Closter heiratete am 20. Februar 1594 Anna von und zu Schwansbell (* 1574, † 1594), Tochter von Caspar von Schwansbell und Anna von der Hegge zu Velmede. 1631 heiratete Sophia Elisabeth von Groll den Bertold von Bischopinck zu Handorf († 1669). Die sichere Stammfolge derer von Groll reicht von Heinrich Groll zu Closter (urkundl. 1490) bis in das 18. Jahrhundert.
Laut Max von Spießen erscheint die Familie noch 1778.

## Wappen
Blasonierung: In Gold ein blauer rot gekrönter Fuchs. Auf dem gekrönten Helm mit blau-goldenen  Helmdecken der Fuchs wachsend zwischen zwei blau-golden geteilten Flügeln in gewechselten Farben.